# 景瑞 (儂智高)
景瑞（1049年—1052年四月）是北宋时期儂智高的年号，共计4年。

## 改元
- 1049年——儂智高建立南天國，建元景瑞。[2]
- 1052年——五月一日，儂智高稱帝，國號大南國，改元啟曆。[3][4]

## 紀年對照表
| 景瑞 | 元年   | 二年   | 三年   | 四年   |
| ---- | ------ | ------ | ------ | ------ |
| 公元 | 1049年 | 1050年 | 1051年 | 1052年 |
| 干支 | 己丑   | 庚寅   | 辛卯   | 壬辰   |

## 同期存在的其他政權之紀年
- 其他政权使用的景瑞年号
- 中國
  - 皇祐（1049年－1054年）：北宋—宋仁宗趙禎之年號
  - 重熙（1032年－1055年）：契丹—遼興宗耶律宗真之年號
  - 延嗣寧國（1049年）：西夏—夏毅宗李諒祚之年號
  - 天祐垂聖（1050年－1052年）：西夏—夏毅宗李諒祚之年號
  - 保安（1045年－1052年）：大理—段思廉之年號
- 越南
  - 天感聖武（1044年－1049年）：李朝—李佛瑪之年號
  - 崇興大寶（1049年－1054年）：李朝—李佛瑪之年號
- 日本
  - 永承（1046年－1053年）：後冷泉天皇之年号

## 参看
- 中國年號索引

## 深入閱讀
- 李崇智. . 北京: 中華書局. 2004年12月. ISBN 7101025129.
- 鄧洪波. . 臺北: 國立臺灣大學東亞經典與文化研究計劃. 2005年3月  [2021-11-22]. ISBN 9789860005189. （原始内容 (pdf)存档于2007-08-25）.

| 前一年號： － | 中国年号索引 | 下一年號： 启历 |